# 토마스 마린
토마스 마린(Tomas Marin, 1966년~)은 스페인의 가수로 Mega NRG Man(메가 에너지 맨)이라는 명의로 활동하고 있으며 현재 스위스에 거주하고 있다.

## 개요
1988년 자신의 본명으로 "Nobody Loves Me"라는 이탈로 디스코 곡을 내었으나 별다른 평가를 얻지 못했다.
이후 1992년 자신의 친구를 통해 지안카를로 파스퀴니라는 유로비트 프로듀서를 만나 A-Beat C에 소속되어 Mega NRG Man(메가 에너지 맨)이라는 명의로 활동하게 되고 1993년부터 본격 활동했다. 데뷔 초기에는 좋은 결과를 보지 못했으나, 1994년에 발매한 앨범 "Seventies"가 히트 앨범으로 오르면서 명성을 얻게된다. 이 후 슈퍼 유로비트 등에 수 많은 곡을 수록하여 현재까지도 높은 인기에 올라있다. 그의 곡은 공격적인 리듬이 많다. 그래서인지 그의 노래가 일본 애니메이션 이니셜 D의 삽입곡으로 많이 등장한다.

## 노래

### Mega NRG Man
- Back On The Rocks→락으로 돌아가
- Burning Desire→타오르는 욕망
- Express Love→고백해
- Fire→발사
- Flame On The Fire
- Get Another Chance→또다른 기회를 잡아
- Get Me Power→내게 힘을 줘
- Grand Prix→그랑프리
- I Can Be Your Dee Jay→너의 DJ가 되어줄 수 있어
- Into The Fire→열기 속으로
- Loverman
- Loverman(Friday Night Mix)
- Loverman(Non-Stop Mega Mix)
- Megaton Man→메가톤 맨
- Night Fever (Dave Rodgers & Mega NRG Man)
- Raising Love→빛나는 사랑
- Ready To Go
- Red Light And Sex→붉은 빛 그리고 섹스
- Rock Me (feat. Kiko Loureiro)
- Seventies→열일곱번째
- Sex All Over The Phone
- Supertonic Lady
- Take Me Like A Wild Boy
- Take Me Back To Tokyo→말해줘 도쿄로 돌아가게
- Welcome To The Music
- You've Got A Friend In Me (디즈니 토이스토리 삽입곡을 리믹스한 곡)
- Your Love Is Like a Medicine

### Mr. Groove
- Highway Star
- White Light
- Night & Day

### Derreck Simons
토마스 마린의 이 예명은 원래 Niko라는 예명으로
잘 알려진 마우리치오 디 조리오의 예명이다.
- Station To Station
- Stop City Lover
- This Time
- Under The Sea (디즈니 인어공주 삽입곡을 리믹스한 곡이다)
- Make My Day

### DJ Zorro
- DJ Zorro Goes To London→DJ 조로는 런던으로 갔다
- El Nino→엘니뇨

## 음반
- Thomas Marin - Nobody Loves Me (1988년 10월 1일,GM-40332)
- Mega NRG Man - Seventies (1996년 7월 24일, AVCD-11462)